# Katedrála Panny Marie Nazaretské (Orange)
Katedrála Panny Marie z Nazareta byla první katedrála města Orange v departementu Vaucluse. Jako historická památka byla klasifikována 4. ledna 1921. Nyní je to jednoduchý farní kostel, který byl až do roku 1801 sídlem diecéze Orange.

## Historie
Katedrála Panny Marie z Nazareta byla postavena v 6. století na základech starší římské svatyně. Stalo se tak pod vedením galského prefekta Patrizie Libera. Vysvěcení proběhlo v roce 528. Arcibiskup z Arles a biskup oranžský Vindemialis věnovali svatyni Panně Marii Nazaretské.
O tři století později bylo biskupské sídlo přemístěno a chrám „barbaři“ postupně přeměnili v ruiny. Ve 12. století se Orange opět stalo sídlem biskupství. Byla zahájena výstavba nové katedrály, realizovaná na původních základech. Vysvěcení proběhlo v roce 1208.
Po dobu následujících staletí docházelo k dalším přestavbám. V roce 1563 byla rekonstruována chrámová loď a zvonice, až roku 1827 byla vybudována severní brána. Věž byla přestavována v průběhu téměř čtyř set let.
Za Velké francouzské revoluce byla katedrála přeměněna na Chrám Rozumu, poté v roce 1795 znovu vysvěcena.

## Popis
Katedrála je postavená v provensálském románském slohu 12. století, později mnohokrát rekonstruována.

## Exteriér
Dominantní čtyřboká věž obsahuje zvony. Na jižní fasádě je portál orámován předním tělem, zdobeným rozetami a figurkami lidí a zvířat, které ukazují přechod umění z 12. do 13. století. Západní brána je završena štítem v antickém slohu a byla přestavěna v 19. století.

## Interiér
Chrámová prostora je tvořena velkou klenutou lodí a sedmi připojenými kaplemi. Již od roku 1608 dominuje pozadí chóru velký kříž. Ze stejné doby jsou zde dochovány lavice. Varhany byly vystavěny roku 1862. V katedrále Panny Marie Nazaretské váží největší zvon 1 100 kg.